# Tikaré
Tikaré ist sowohl eine Gemeinde (französisch commune rurale) als auch ein dasselbe Gebiet umfassendes Departement im westafrikanischen Staat Burkina Faso, in der Region Centre-Nord und der Provinz Bam. Die Gemeinde hat in 35 Dörfern und sechs Sektoren des Hauptorts 37.702 Einwohner.